# Linia kolejowa Bzie Las – Pniówek
Linia kolejowa Bzie Las – Pniówek – normalnotorowa, niezelektryfikowana, drugorzędna, towarowa linia kolejowa nr 24 zarządzana przez Jastrzębską Spółkę Kolejową. Linia kolejowa jest poprowadzona od posterunku odgałęźnego Bzie Las do stacji Pniówek.